# Douglas López
Douglas Andrey López Araya (ur. 21 września 1998 w Alajueli) – kostarykański piłkarz występujący na pozycji defensywnego pomocnika, reprezentant Kostaryki, od 2023 roku zawodnik Cartaginés.